# Pedro Cateriano
Pedro Cateriano Bellido (Lima, 26 giugno 1958) è un politico e avvocato peruviano.
È stato Presidente del Consiglio del Perù dal 2 aprile 2015 al 28 luglio 2016.